# Cladochytriomycetes
Cladochytriomycetes é uma classe monotípica de fungos quitrídios cuja única ordem é Cladochytriales. A ordem foi descrita em 2009 para acomodar um clado monofilético contendo muitos géneros de fungos quitrídios frequentemente observados crescendo sobre tecidos vegetais em decomposição e outros substratos celulósicos de habitats aquáticos e solos húmidos.

## Taxonomia
Na sua presente circunscrição taxonómica (2022) o agrupamento Cladochytriales inclui 5 famílias e 3 géneros em incertae sedis:
- Família Catenochytridiaceae Doweld, 2014
  - Catenochytridium Berdan, 1939

- Família Cladochytriaceae J. Schröt., 1892
  - Cladochytrium Nowak., 1877

- Família Endochytriaceae Sparrow ex D.J.S. Barr, 1980
  - Diplophlyctis J. Schröt., 1892
  - Endochytrium Sparrow, 1933

- Família Nowakowskiellaceae Sparrow ex Mozl.-Standr., 2009
  - Nowakowskiella J.Schröt., 1893

- Família Septochytriaceae Mozl.-Standr., 2009
  - Septochytrium Berdan, 1939

- incertae sedis
  - Allochytrium Doweld, 2013 (=Allochytridium Salkin, 1970)
  - Cylindrochytridium Karling, 1941
  - Nephrochytrium Karling, 1938